# 小松 (大阪市)
小松（こまつ）は、大阪府大阪市東淀川区にある町名。現行行政地名は小松一丁目から小松五丁目。

## 地理
東淀川区の北東部に位置し、南に瑞光、川を挟んで北に相川、北東に南江口、西に上新庄と接している。
周りの市町村
相川・南江口・瑞光・上新庄・大隅

### 河川
- 神崎川

## 世帯数と人口
2019年（平成31年）3月31日現在の世帯数と人口は以下の通りである。
| 丁目       | 世帯数    | 人口     |
| ---------- | --------- | -------- |
| 小松一丁目 | 1,420世帯 | 2,103人  |
| 小松二丁目 | 1,402世帯 | 2,284人  |
| 小松三丁目 | 1,544世帯 | 3,086人  |
| 小松四丁目 | 1,712世帯 | 3,389人  |
| 小松五丁目 | 464世帯   | 956人    |
| 計         | 6,542世帯 | 11,818人 |

### 人口の変遷
国勢調査による人口の推移。
| 1995年（平成7年）  | 12,104人 | [ 5 ] |  |
| 2000年（平成12年） | 12,016人 | [ 6 ] |  |
| 2005年（平成17年） | 12,225人 | [ 7 ] |  |
| 2010年（平成22年） | 11,987人 | [ 8 ] |  |
| 2015年（平成27年） | 11,912人 | [ 9 ] |  |

### 世帯数の変遷
国勢調査による世帯数の推移。
| 1995年（平成7年）  | 5,574世帯 | [ 5 ] |  |
| 2000年（平成12年） | 5,922世帯 | [ 6 ] |  |
| 2005年（平成17年） | 6,097世帯 | [ 7 ] |  |
| 2010年（平成22年） | 6,150世帯 | [ 8 ] |  |
| 2015年（平成27年） | 6,113世帯 | [ 9 ] |  |

## 事業所
2016年（平成28年）現在の経済センサス調査による事業所数と従業員数は以下の通りである。
| 丁目       | 事業所数  | 従業員数 |
| ---------- | --------- | -------- |
| 小松一丁目 | 148事業所 | 1,285人  |
| 小松二丁目 | 89事業所  | 1,489人  |
| 小松三丁目 | 60事業所  | 460人    |
| 小松四丁目 | 61事業所  | 692人    |
| 小松五丁目 | 24事業所  | 160人    |
| 計         | 382事業所 | 4,086人  |

## 交通
- 国道479号

## 施設
- 大阪市立小松小学校
- 松山神社
- 大阪厚生信用金庫 上新庄支店
- 北おおさか信用金庫 小松支店
- 関西スーパー瑞光店
- 東淀川小松二郵便局

## その他

### 日本郵便
- 〒533-0004[3]（集配局：東淀川郵便局[11]）